# Samir Osman
Samir Osman (* 1970) ist ein deutscher Theater- und Filmschauspieler.

## Leben
Samir Osman absolvierte von 1994 bis 1998 ein Schauspielstudium an der Hochschule für Schauspielkunst „Ernst Busch“ Berlin.
Während seines Studiums spielte er bereits an verschiedenen Berliner Bühnen, etwa am Maxim-Gorki-Theater, und am Berliner Arbeiter-Theater. Vor Abschluss seines Studiums folgte 1997 ein dreijähriges Engagements am Schauspielhaus Bochum unter der Intendanz von Leander Haussmann. Osman übernahm während dieser Zeit auch Rollen im Film und Fernsehen. Neben Rollen in Folgen von Serien wie Balko, Alarm für Cobra 11 oder Der Clown spielte er kleinere Rollen in mehreren Filmen, darunter Sonnenallee und Angst isst Seele auf.
Seit dem Jahre 2000 ist Samir Osman freischaffend tätig. Sein Hauptwohnsitz ist in Berlin. 2011 gründete er die Schauspielagentur Osman.

## Bühnen- und Filmrollen (Auswahl)
Film
- 1998:  Ostwärts
- 1998:  Sonnenallee
- 1999:  Nick Knatterton
- 2000:  Die heimlichen Blicke des Mörders
- 2001:  Zwei Engel auf Streife
- 2001:  Alarm für Cobra 11 – Die Autobahnpolizei
- 2002:  Angst isst Seele auf
- 2002:  Erste Ehe
- 2002:  Packen für Palästina
- 2003:  Wenn Schweine sterben
- 2003:  KussKuss
- 2004:  Igor
- 2009:  Der Verlust des Planeten
- 2009:  Überlebensstrategien für das neue Jahrtausend
- 2010:  Weisse Stadt
- 2011:  Hotel Lux

Theater
- 1997: Vatermord, Regie: Uwe Dag Berlin, Schauspielhaus Bochum
- 1997: Nach Hause, Regie: Lore Stefanek, Maxim Gorki Theater Berlin
- 1997: Victor, Regie: Michael Keller, BAT Studiotheater Berlin
- 1998: Groß und Klein, Regie: Christina Paulhofer, Schauspielhaus Bochum
- 1998: Der zerbrochne Krug, Regie: Dimiter Gotscheff, Schauspielhaus Bochum
- 1998: Geschlossene Gesellschaft, Regie: Christoph Gosepath, Schauspielhaus Bochum
- 1999: Die Dreigroschenoper, Regie: Leander Haußmann, Schauspielhaus Bochum
- 1999: Der Zauberer von Oz, Regie: Inga Helfrich, Schauspielhaus Bochum[1]
- 1999: Roberto Zucco, Regie: Christina Paulhofer, Schauspielhaus Bochum
- 2000: Anatomie Titus Fall of Rome, Regie: Hannes Hametner, Volksbühne Berlin
- 2000: Optimistische Tragödie, Regie: Uwe Dag Berlin, Schauspielhaus Bochum
- 2000: Maß für Maß, Regie: Leander Haußmann, Schauspielhaus Bochum
- 2002: König Lear, Regie: Thorsten Lensing, Sophiensäle Berlin[2][3]
- 2003: Häuptling Abendwind, Regie: Thorsten Lensing, Sophiensäle Berlin
- 2009: Ozean, Regie: Frank Castorf, Volksbühne am Rosa-Luxemburg-Platz Berlin